# Juan de Pablo Bonet

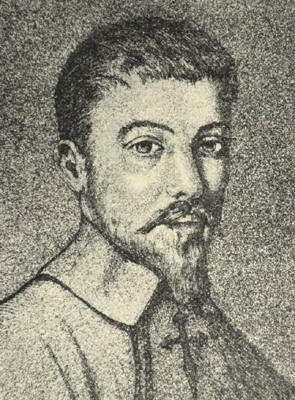
Juan de Pablo Bonet, revestido con el hábito de la Orden de Santiago, recreación artística del pintor sordo José Zaragoza, en 1929.

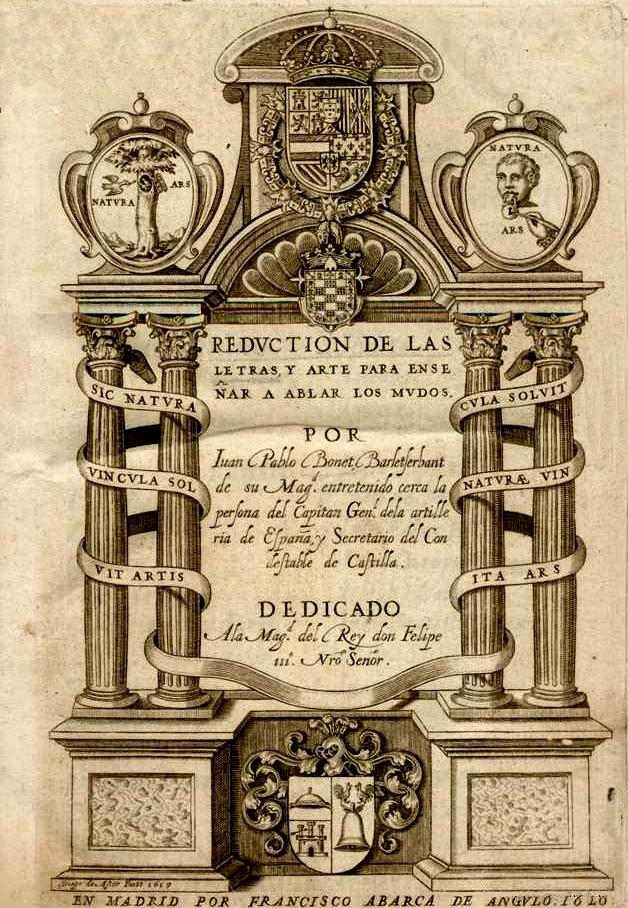
Portada de la Reduction de las letras y Arte para enseñar á ablar los Mudos (1620).

Juan de Pablo Bonet (1573-1633) fue un pedagogo y logopeda español, nacido en El Castellar, hoy un despoblado, en el término de Torres de Berrellén (provincia de Zaragoza, España).

## Biografía
Aunque no está demostrado plenamente, se afirma de común que estudió en Zaragoza y Salamanca. También se afirma, infundadamente,[cita requerida] que combatió como militar en África, en Saboya y en el Milanesado. Tuvo en sus manos la educación de un joven noble, Luis de Velasco y Tovar, sordo de nacimiento, hijo del condestable de Castilla, Juan Fernández de Velasco, a cuyo servicio estaba. A la vez que ascendía en su carrera política y llegara a presidir el «brazo de los caballeros» en las Cortes del Reino de Aragón, se dedicó a desentrañar los misterios del habla, los secretos de los sonidos, de las letras y de las estructuras gramaticales y fonéticas, para conseguir que los niños, y sobre todo los niños mudos, consiguiesen leer y hablar con facilidad.

## Obra
Inventó, pues, toda una pedagogía de la lengua para hablantes, sordos y sordomudos. Se le atribuye falsamente la invención de lenguajes mímicos, cuando él mismo, en el prólogo de su propia obra, proscribe el uso de los mismos. También fue acusado por el padre Benito Jerónimo Feijoo de haber plagiado la obra de fray Pedro Ponce de León, de lo cual fue defendido por Lorenzo Hervás y Panduro a fines del siglo XVIII y en el siglo XX por el fonetista Tomás Navarro Tomás.
Es el autor de la obra Reducción de las letras y arte para enseñar a hablar a los mudos (Madrid, 1620), considerada el primer tratado moderno de fonética y logopedia, en el que se proponía un método de enseñanza de los sordos mediante el uso de señas manuales en forma de alfabeto manual, para mejorar la comunicación de los sordos y mudos.

### Galería: «Abecedario demonstrativo»
Se llama así a ocho grabados calcográficos, obra de Diego de Astor, insertos entre las páginas 130 y 131 de la obra de Juan de Pablo Bonet, Reducción de las letras…:

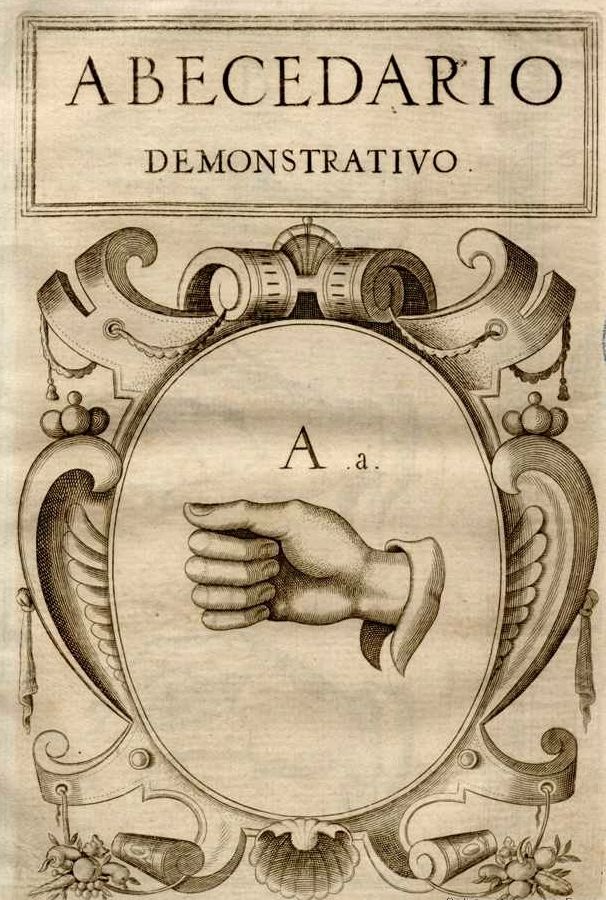
A.
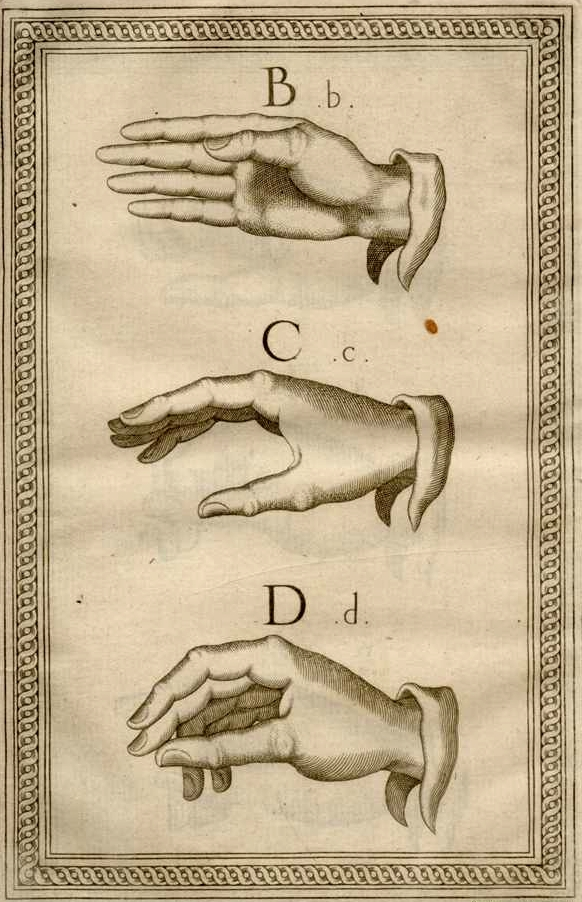
B, C, D.
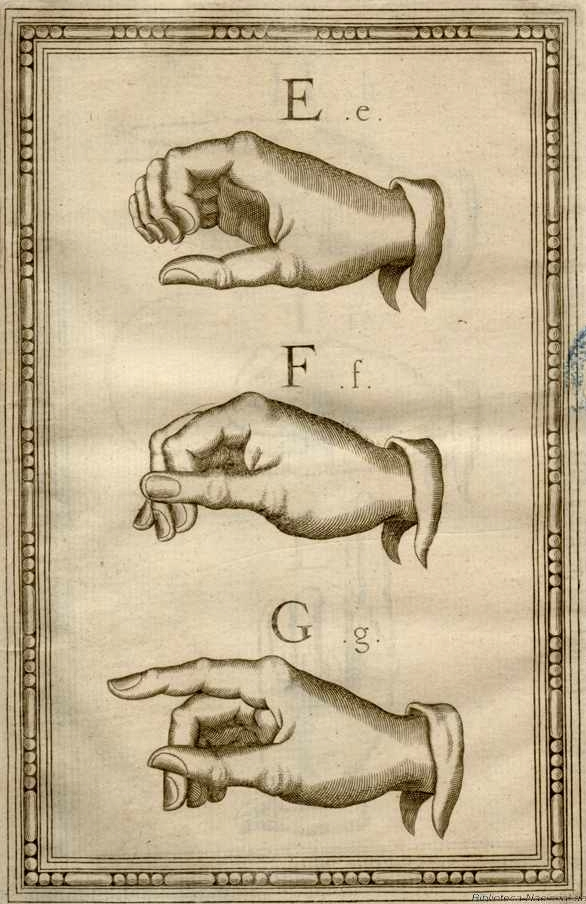
E, F, G.
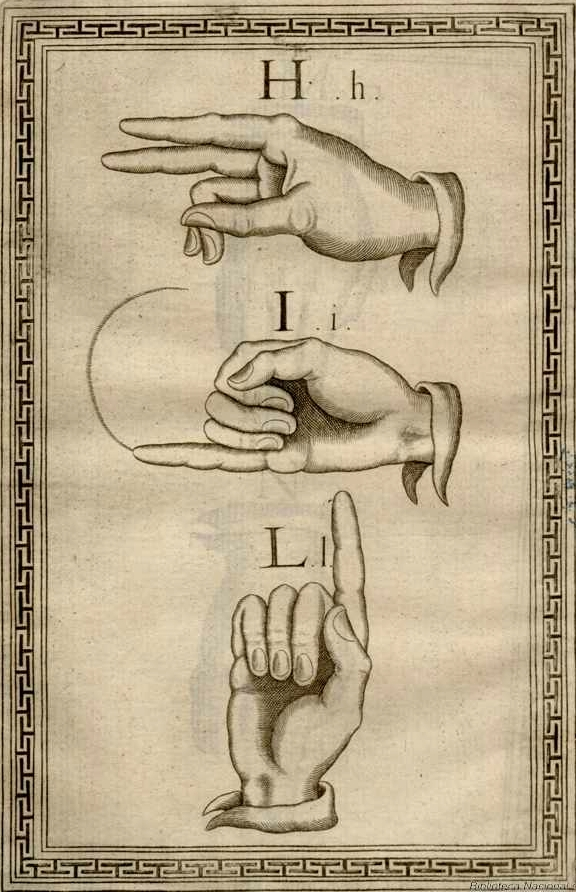
H, I, L.
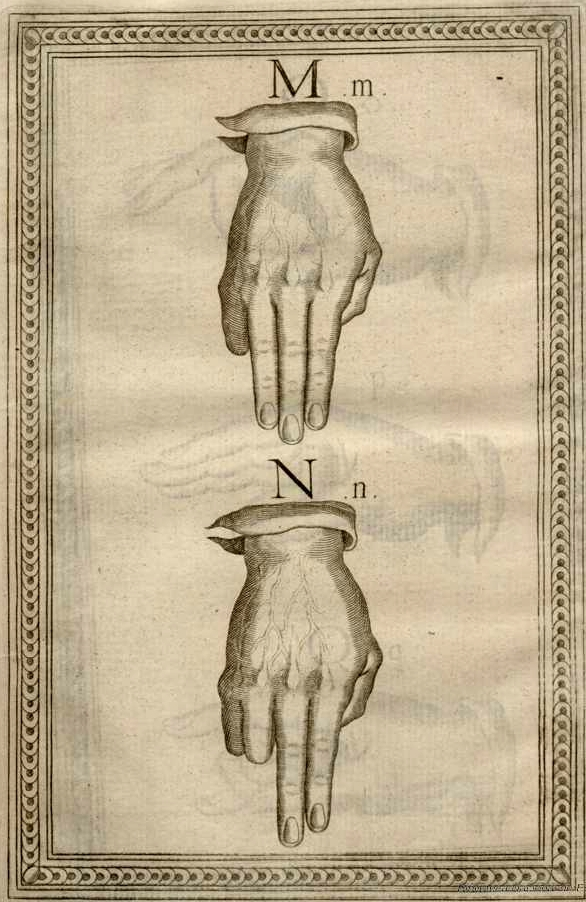
M, N.
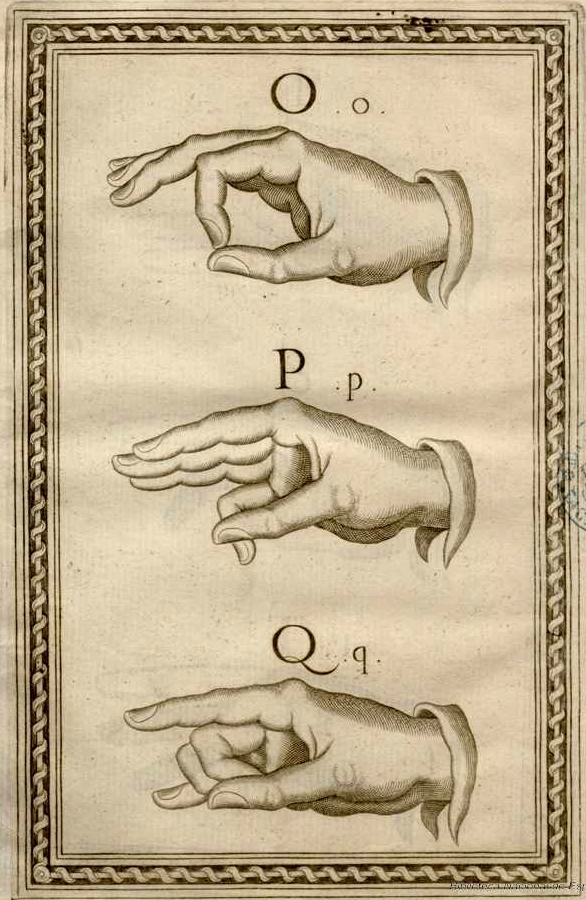
O, P, Q.
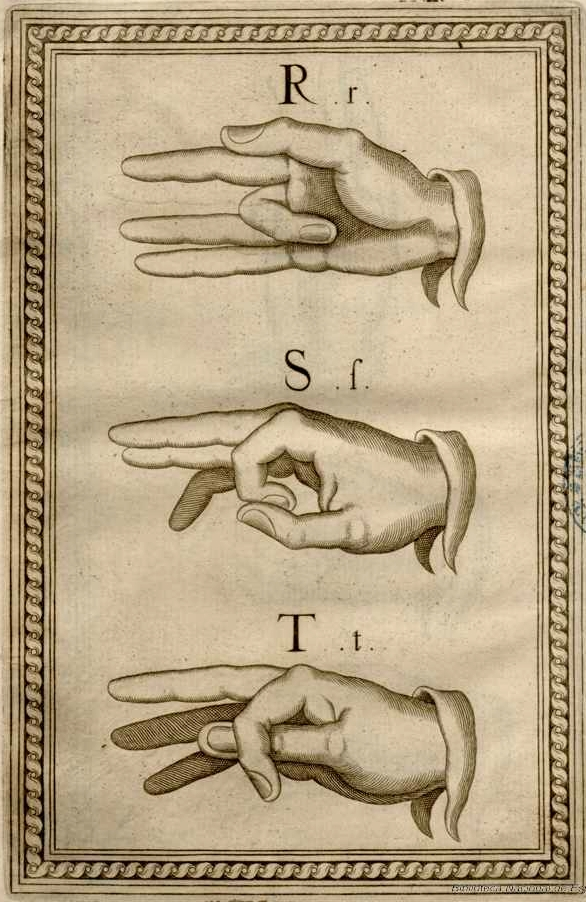
R, S, T.
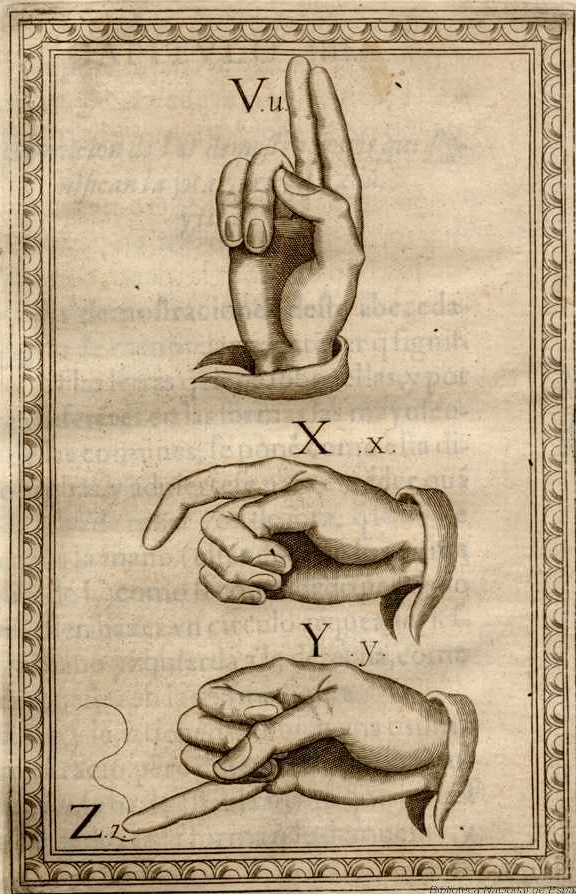
V, X, Y, Z.

## Enlaces
- Wikimedia Commons alberga una categoría multimedia sobre Juan de Pablo Bonet.
- Artículos sobre Juan de Pablo Bonet en cultura-sorda.eu Archivado el 15 de marzo de 2007 en Wayback Machine.

- Datos: Q282410
- Multimedia: Juan Pablo Bonet / Q282410
- Textos: Autor:Juan de Pablo Bonet